# Thân vương Kakukai
Thân vương Kakukai (覺快法親王 (Giác Khoái Pháp Thân Vương)/ かくかいほっしんのう 1134–23 tháng 12, 1181), tục danh Viên Tánh, là vị Hoàng tộc Nhật Bản sau thời đại Bình An (Heian) và là nhà sư của Thiên Đài Tông, cha mẹ là Thiên hoàng Toba cùng Hoàng hậu Ji Jiaszi; ngài cũng là tượng đài của Thiên Thai tông và Thanh Liên Viện.
Lúc năm 13 tuổi ngài đến núi Tỉ Duệ Sơn (núi Hieizan) học thầy Hành Huyền đại tăng đồng thời xuất gia, học tập Hiển giáo và Mật giáo, cho đến năm Cửu An thứ 7 (1151) Hành Huyền truyền pháp quán đảnh, nhậm pháp ấn cho ngài. Vĩnh Lịch nguyên niên (năm 1160) vì nhật thực nên trong cung cầu nguyện, Gia Ứng năm thứ hai (năm 1170) Tấn Vô Phẩm Thân Vương, đến Trị Thừa nguyên niên (năm 1177) bởi Diên Lịch Tự tòa chủ Minh Vân bị lưu vong nên ngài nhậm chức tòa chủ, đồng thời kiêm nhậm luôn Pháp Tánh Tự tòa chủ, Trị Thừa năm thứ tư (năm 1180) bởi bệnh nên từ chức, ẩn cư Thanh Liên Viện .
Chôn tại thành phố Kyoto, tỉnh Kyoto trong Thiện Phong Tự của Thanh Liên Viện Cung Miếu (Mộ địa).